# ترمانین
ترمانین (به عربی: ترمانین) یک منطقهٔ مسکونی در سوریه است که در شهرستان حارم واقع شده‌است.

## خصوصیات
ترمانین ۱۰٬۳۹۴ نفر جمعیت دارد و ۴۲۸ متر بالاتر از سطح دریا واقع شده‌است.